# 西光院 (埼玉県宮代町)
西光院（さいこういん）は、埼玉県南埼玉郡宮代町にある真言宗智山派の寺院。

## 歴史
奈良時代、行基によって開山された。当初は法相宗の寺院であったが、後に天台宗になり、現在は真言宗智山派の寺院となっている。道を挟んで隣の五社神社の旧別当寺であった。
中世は岩槻城の城主太田氏の祈願所となっている。江戸時代は徳川家康が当寺住職日誉に帰依していたこともあって、寺領50石が与えられている。地元の新義真言宗の中心寺院として27もの末寺も擁していた。
明治初期には、現在の宮代町立百間小学校の前身である「進修小学校」が当院に置かれていた。1953年（昭和28年）の火災で堂宇や文書類が焼けてしまったが、現在は復興している。

## 文化財

### 国指定重要文化財
- 木造阿弥陀如来及両脇侍像[3][4]

### 宮代町指定有形文化財
- 西光院中世文書（5点）[3]
- 西光院朱印状（12通）付御朱印箱（1点）[3]
- 絹本着色徳川家康画像[3]
- 粟田口焼葵紋茶碗[3]

## 交通アクセス
- 姫宮駅より徒歩10分。